# CKY (banda)
CKY (iniciales de Camp Kill Yourself) es una banda estadounidense de metal alternativo formada en West Chester, Pennsylvania cofundada en 1998 por Deron Miller. La banda actualmente está compuesta por el vocalista y el guitarrista Chad I. Ginsburg, el baterista Jess Margera y el bajista Matt Deis. CKY ha lanzado cuatro álbumes de estudio y está estrechamente ligada al grupo CKY Crew y a la serie de televisión Jackass, en cuyos proyectos figura Bam Margera (hermano del baterista Jess).
La banda comparte su nombre con los vídeos CKY, una serie de vídeos bromistas y de skate (al igual que CKY Crew) creados por Bam Margera. La música de CKY ha aparecido en todos los vídeos de CKY, así también como en series televisivas, películas y videojuegos como Jackass, Jackass: The Movie, Viva La Bam, Haggard, Bam's Unholy Union, Viva la Bands, Tony Hawk's Pro Skater, Burnout Revenge, Backyard Wrestling: Don't Try This at Home, Jackass: The Game y en la banda sonora de Resident Evil: Apocalypse.

## Historia

### Formación y primeros años (1992–1998)
Los orígenes de CKY se remontan a 1992, cuando el vocalista/guitarrista Deron Miller y el baterista Jess Margera se conocieron en East High School su ciudad natal de West Chester, Pennsylvania. Ambos se hicieron amigos y comenzaron a tocar juntos en una banda de metal experimental llamada Foreign Objects en 1994 y lanzaron el EP The Undiscovered Numbers & Colors al año siguiente. Miller y Margera cambiaron la orientación de su música a un estilo que buscaba más la "radiofórmula" llamado Oil (escrito oiL) en 1996, con Andy Smith como bajista en vivo lanzaron su EP debut Lifeline in the summer. Ryan Bruni, a quien Miller y Margera conocieron mientras trabajaban en UPS, reemplazó a Smith y permaneció en la banda (como CKY) hasta 2000.
Oil grabó nuevo material en enero de 1997, cuando lanzaron un EP autotitulado en ese mismo año y comenzaron las grabaciones para su primer álbum de estudio en el estudio The Groundhog de Holland, Pennsylvania en noviembre. Durante aquellas sesiones de grabación, Miller y Margera conocieron a Chad I Ginsburg, un productor discográfico e ingeniero de sonido que trabajaba en Pennsylvania durante aquella época al que le ofrecieron entrar en la banda como miembro permanente. Impresionado por la canción del dúo "Disengage the Simulator", Ginsburg aceptó formar parte del grupo musical. La banda aseguró que la llegada de Ginsburg "fue el verdadero comienzo de CKY". En 1998 la banda cambió el nombre de Oil por Camp Kill Yourself, propuesto por Miller como "el nuevo nombre de la banda, la nueva dirección y el nuevo movimiento", por lo que abandonaron su tendencia pop.

### Álbum debut (1998–2000)

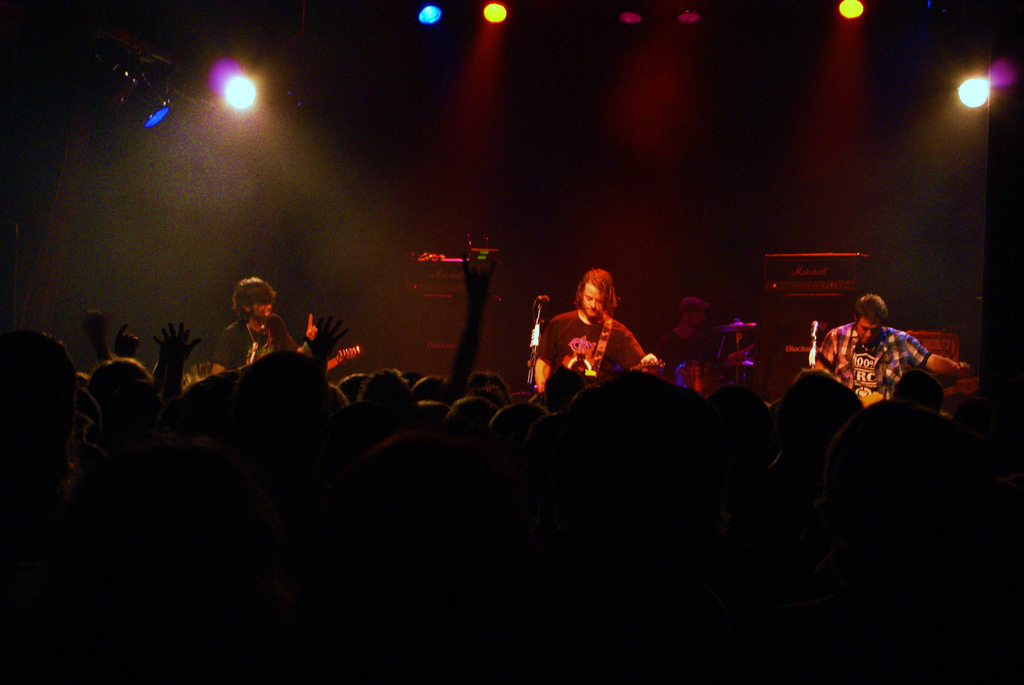
CKY en concierto en 2009.

La banda, ya como Camp Kill Yourself, finalizó la grabación de su álbum debut en febrero de 1998 y lo lanzó como Volume 1 el 27 de febrero de 1999 mediante Teil Martin International/Distant Recordings, además de una "recopilación no oficial" llamada Volume 2 lanzada el mismo día. En 1999 la banda fue incluida en el Warped Tour, pero fueron apartados del cartel final por participar en una protesta de los aficionados. A finales de 1999, CKY firmó con el sello californiano Volcom Entertainment, quienes relanzaron mil copias de Volume 1 en diciembre y fueron vendidas durante el Warped Tour del año siguiente.
Ryan Bruni fue expulsado de la banda en febrero de 2000 tras cuatro años con Miller y Margera y actuar en el Warped Tour como bajista junto a Ginsburg un año después del festival. La salida de Bruni se produjo con cierta polémica, pues el resto de la banda decidió no revelarle que estaban grabando Volume 1 hasta casi el final del proceso de grabación (de ahí que Bruni colaborase en las canciones del álbum final "Lost in a Contraption" y "The Human Drive in Hi-Fi"). Miller aseguró que la ausencia de Bruni en la grabación del álbum se debió a que "no era lo suficientemente bueno y tampoco tenía dinero para contribuir a sufragar los gastos de la grabación".
Tras el relanzamiento de Volume 1, Volcom sugirió a la banda que cambiase su nombre y la portada del álbum, lo cual fue tomado en el seno del grupo como una ofensa. El 1 de abril de 2000, Volcom relanzó 2.000 copias del álbum, la banda aparecía como Camp y el título del álbum era CKY, con una foto de Ginsburg tocando en el Warped Tour del año anterior (que sustituyó la portada original en la que aparecía el político Budd Dwyer, célebre por suicidarse en vivo). Sin embargo, un mes después y como petición de la banda, Volcom puso a la venta una reedición de 4.000 unidades del álbum en la que la banda aparecía como CKY y el título del álbum se cambió a Camp. Vernon Zaborowski ingresó en la banda como bajista permanente, tras la marcha de Ryan Bruni en junio de 2000, con motivo de la preparación de la banda de cara al Warped Tour del siguiente año y al mes siguiente apareció el primer EP de la banda, Disengage the Simulator, que se comercializó en aquella gira. La banda comenzó a ganar popularidad debido a su presencia en MTV, así como en diversos episodios de Jackass, lo que aprovechó Volcom para relanzar en octubre otras 20.000 copias del álbum debut de la banda, titulado ahora Camp Volume 1.

## Miembros
| Miembros actuales - Deron Miller – vocalista, guitarrista, bajista, sintetizadores (1998–2011; 2014–presente) - Chad I. Ginsburg – guitarrista, coros, bajista, sintetizadores (1998–presente) - Jess Margera – baterista (1998–presente) - Matt Deis – bajista, sintetizadores (2005–presente) Miembros en el pasado - Ryan Bruni – bajista (1998–2000) (sólo en directo) - Vernon Zabrowski – bajista (2000–2004) (sólo en directo) Músicos en sesiones - Jena Kraus – coros en "The Way You Lived" (2005) - Matty J – bajista, sustituto de Matt Deis en tres conciertos en enero de 2010 | Trayectoria |

## Discografía
- Volume 1 (1999)
- Infiltrate•Destroy•Rebuild (2002)
- An Answer Can Be Found (2005)
- Carver City (2009)